# Constricció (biologia)
En biologia, les constriccions expliquen que el canvi evolutiu només sigui possible en certes direccions. Les constriccions suposen, per tant, límits a l'actuació de la selecció natural que, des d'aquesta perspectiva, deixaria de ser l'única força responsable de la direcció del canvi evolutiu. Les constriccions del desenvolupament es defineixen com "una limitació en la variabilitat fenotípica causada per l'estructura, caràcter, composició o dinàmica del sistema de desenvolupament".